# Герб Галланду
Герб Галланду (швед. Hallands vapen) — символ історичної провінції (ландскапу) Галланд. 
Також вживається як офіційний символ сучасного адміністративно-територіального утворення лену Галланд.

## Історія
Герб Галланду було розроблено 1660 року для представлення недавно включеної до складу Швеції нової провінції під час похорону короля Карла X Густава.
Як герб лену Галланд цей знак затверджено 1941 року.

## Опис (блазон)
У синьому полі спинається срібний лев із червоним язиком і пазурями. 

## Зміст
Про появу лева на гербі провінції є три версії. Перша пов'язує з гербом короля Карла X Густава, символом якого були три леви. 
Друга — з левом Фолькунгів (гетським левом). Третя — з гербом Бенгта Альготссона, який в XIV ст. був герцогом Фінляндії та Галланду.  
Герб ландскапу може увінчуватися герцогською короною. Герб лену може використовуватися органами влади увінчаний королівською короною.